# Amálio Maia

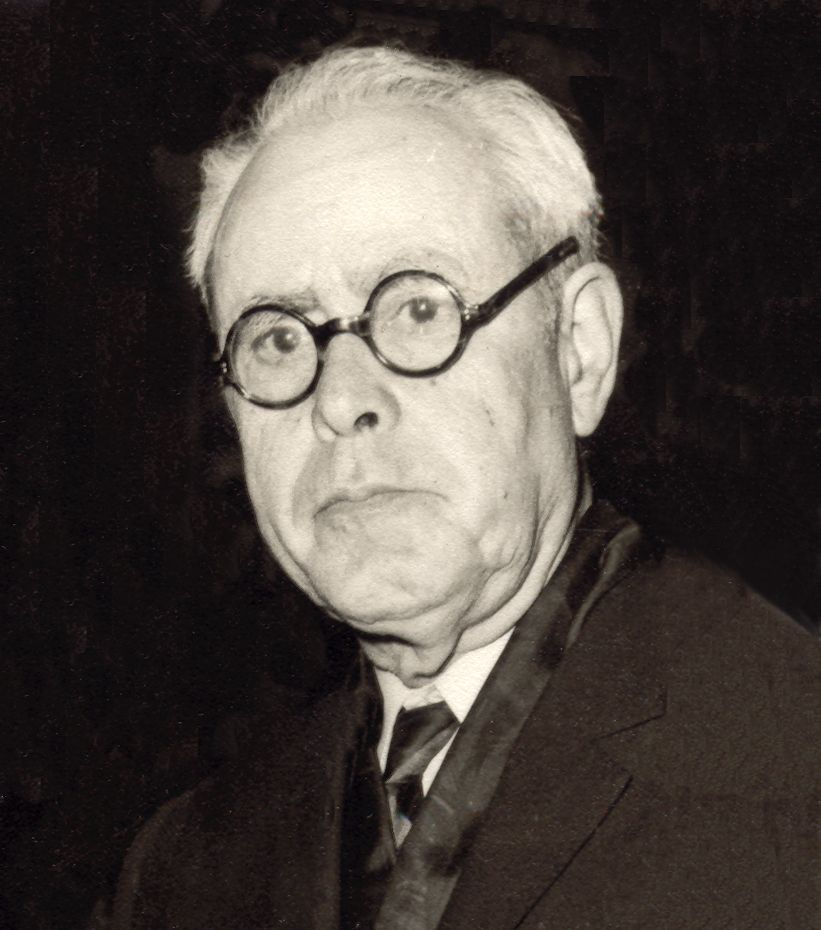
Amálio Maia (1895-1986)

Amálio Maia (Santa Maria de Avioso, 23 de fevereiro de 1895 – Santa Maria de Avioso, 8 de janeiro de 1986 (90 anos)) foi um escultor português. Da sua oficina Maias & Irmãos saíram para todo o mundo inúmeras obras, nomeadamente a imagem da Sãozinha de Alenquer que se encontra em Abrigada, na Vila de Alenquer e a imagem da Nossa Senhora da Penha, que se encontra no Rio de Janeiro, no Brasil.

## Introdução
Foi um dos nomes maiores entre os designados Santeiros da Maia, designação atribuída ao movimento artístico que decorreu em Terras da Maia, próximo da cidade do Porto, ao longo de mais de cem anos. Este movimento, que terá tido início em meados do século XIX, atingiu o seu auge em meados do século XX. Ao longo de todos estes anos, a Maia terá sido talvez o maior centro de produção de Arte Sacra em madeira e pedra de ançã (calcário) de Portugal.

## As Raízes
Amálio Maia nasceu a 23 de fevereiro de 1895 no Lugar de Cidadelha, na antiga freguesia de Santa Maria de Avioso, no Concelho da Maia. Foi o sexto de doze filhos que os pais, Joaquim Oliveira Maia e Joaquina da Conceição e Sousa, deram ao mundo e o primeiro a nascer em Cidadelha. Os seus irmãos mais velhos, Américo Maia, Aurora Maia, Gracinda Maia, Alvarinha Maia e Armindo Maia, nasceram no Lugar de Taím, na antiga freguesia de Silva Escura, na casa que durante vários anos serviu de residência à família. Em Cidadelha, nasceram os irmãos mais novos de Amálio: Germano Maia, Lúcia Maia, Aurelino Maia, Maria Maia, Lúcio Maia e Manuel Maia.
Joaquim de Oliveira Maia era carpinteiro de profissão. Ainda quando morava em Silva Escura e numa altura em que o trabalho escasseava, Joaquim decidiu construir a imagem de um santo em madeira. Escolheu o Santo António, talvez inspirado pela proximidade do Monte de Santo António, onde existe uma capela em que aquele santo é venerado. Quando a imagem ficou pronta, Joaquim Maia deslocou-se à cidade do Porto para a vender. Para sua surpresa, não só o conseguiu facilmente como ainda ouviu grandes elogios ao seu trabalho. Entusiasmado com o sucesso, Joaquim Maia regressou a casa e abandonou a carpintaria, passando a dedicar-se em exclusivo à produção de Arte Sacra. Assim se deu início a várias gerações de artistas, cujo génio, arte e criatividade se difundiram e cujas obras se encontram espalhadas por todos os cantos do Mundo. Na década de 1880-1890, Joaquim de Oliveira Maia e família mudaram-se para o lugar de Cidadelha, em Santa Maria de Avioso, para uma pequena casa situada no Monte Porrinho. Em anexo à casa de habitação, Joaquim construiu uma pequena oficina para executar os trabalhos de arte sacra. 
Numa altura em que a escola primária era um luxo, as crianças por volta dos doze ou treze anos, senão mais cedo, ingressavam no mundo do trabalho. Foi naquela oficina que todos os filhos rapazes de Joaquim Maia   aprenderam o ofício de santeiro. 
Quando Amálio Maia aprendeu o ofício, rapidamente se notabilizou, não só pelo perfeccionismo que impunha aos seus trabalhos, nomeadamente na execução dos rostos, como também pela sua imaginação e criatividade.
Depois do pai morrer, em 1928, Amálio Maia e os seus irmãos Américo, Germano e Aurelino, construíram uma nova oficina, mais ampla, e formaram uma sociedade à qual deram o nome Maias & Irmãos.  Mais tarde, Amálio Maia viria a adquirir as quotas dos irmãos, passando a ser o único proprietário da firma. 
Foi nesta oficina que o talento e a arte de Amálio Maia deram forma a extraordinárias obras primas da Arte Sacra. Da sua oficina saíram imagens para todo o mundo, tendo o artista recebido sempre dos seus clientes, gratificantes elogios pelo trabalho prestado.

## O Agregado Familiar
Foi durante uma das suas proezas ciclísticas, que Amálio conheceu Isabel Ferreira. Isabel Ferreira nasceu em Gueifães, no dia 5 de janeiro de 1903, sendo a filha mais nova dos seis filhos de Manuel e Clara Ferreira. Esta maiata bonita e simpática facilmente conquistou o coração de Amálio. O casamento aconteceu em janeiro de 1923. Amálio tinha 28 e Isabel 20 anos.
O casal instalou-se em casa dos pais da noiva, pois apesar de  Amálio já ter comprado um terreno, perto da casa de seu pai, ainda não tinha casa. Ali viveram aproximadamente quatro anos. Dos oito filhos do casal (5 rapazes e 3 raparigas), os dois primeiros, o Amálio (Jr.) e a Lídia, nasceram em Gueifães. Entretando Amálio tinha construído uma casa enorme, do tipo abrasileirada, pintada em tons de azul e branco. Atrás dos muros altos escondiam-se frondosos jardins e lagos. Para lá se mudaram e foi lá que nasceram os outros seis filhos: o Vítor, o Augusto, a Esmeralda, a Maria Emília, o Norberto e o João.
Todos os filhos rapazes de Amálio, depois de terminarem a escola, aprenderam o ofício de santeiro nas oficinas do pai. Apesar de todos terem dominado esta difícil arte, só o Vítor seguiu as pisadas do pai.
Amálio e Isabel formaram um casal feliz e viveram muitos anos, tendo tido a felicidade de ver crescer filhos, netos e bisnetos e de os ter constantemente em sua companhia.
Amálio Maia faleceu em 9 de janeiro de 1986, quase com 91 anos de idade e Isabel Ferreira viria a falecer nove anos mais tarde, em 31 de Março de 1995.
Os restos mortais de Amálio e de Isabel encontram-se em jazigo de família, na antiga freguesia de Santa Maria de Avioso, no Castêlo da Maia.

## A Oficina Maias & Irmãos

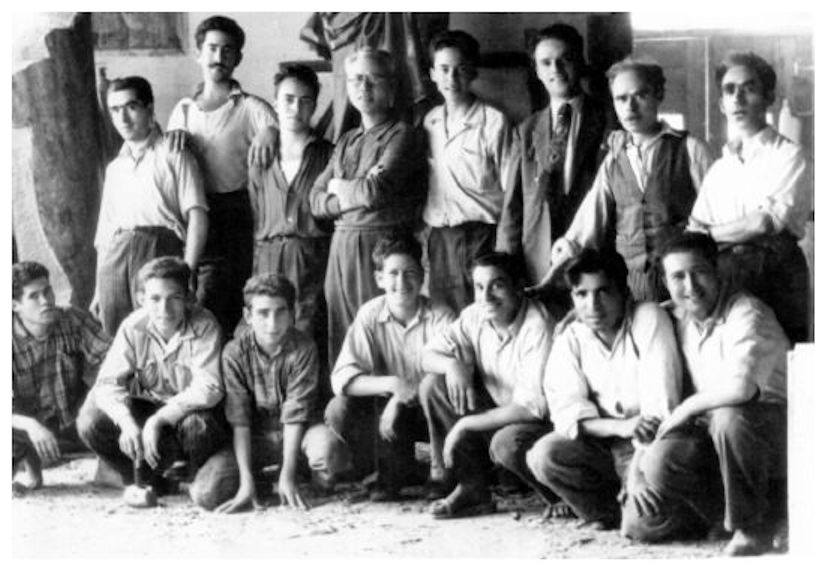
Oficina Maias Irmãos, Lugar de Cidadelha, antiga freguesia de Santa Maria de Avioso, início dos anos cinquenta do século XX. Em cima, da esquerda para a direita, Alberto Sá, Augusto Maia, Norberto Maia, Amálio Maia, João Maia, Victor Maia, Américo Maia e Aurelino Maia. Em baixo, da direita para a esquerda, o segundo e o terceiro são, respetivamente, o Zé pequeno e o Zé grande, pintores de arte sacra.

Depois do pai morrer, em 1928, Amálio Maia e os seus irmãos Américo, Germano e Aurelino, construíram uma nova oficina, mais ampla, e formaram uma sociedade à qual deram o nome Maias & Irmãos.  Mais tarde, Amálio Maia viria a adquirir as quotas dos irmãos, passando a ser o único proprietário da firma. 

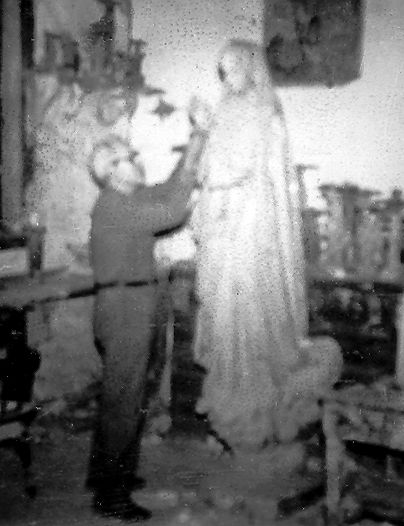
Amálio Maia trabalhando na oficina.

Foi nesta oficina que o talento e a arte de Amálio Maia deram forma a extraordinárias obras primas da Arte Sacra. Da sua oficina saíram imagens para todo o mundo, tendo o artista recebido sempre dos seus clientes, gratificantes elogios pelo trabalho prestado.
Amálio Maia, apesar de nunca ter frequentado a escola, era um autodidata, que lia e escrevia com fluência, tendo mesmo tentado aprender inglês. Era ele que estabelecia os contactos com os clientes, que escrevia a correspondência e que organizava e arquitetava todas as companhas de marketing publicitário. Desde anúncios em jornais a envelopes e papel de carta personalizados, Amálio Maia mandava distribuir calendários e tratava da publicidade à firma. Existem ainda alguns exemplares dos panfletos referidos, bem como de uma circular e de desdobráveis em português, francês e inglês. A concorrência era forte, dado que havia muitas outras casas que ofereciam os mesmos produtos e serviços.
Braga era, e ainda é, uma cidade com um elevado fluxo de turismo religioso e com um elevado número de casas de venda de artigos religiosos, nomeadamente imagens de Arte Sacra. A firma Maias Irmãos fornecia imagens para a maioria das casas comerciais existentes na altura.
Alguns comerciantes, mais ambiciosos, exigiam uma margem de lucro elevada, o que onerava bastante a aquisição de imagens de Arte Sacra. Insatisfeito com o facto e também devido ao plágio que a concorrência fazia das suas criações,  chegando alguns deles ao extremo de utilizarem fotos de imagens executadas na oficina Maias & Irmãos como amostras da sua produção, Amálio cria, em 1942, uma sucursal da firma Maias Irmãos em Braga. Era uma casa que, além de oferecer serviços de pintura e douramento, também se dedicava à venda de imagens de Arte Sacra. Ficava situada no n.º 44 - 46 da Rua de S. Marcos. A partir dessa altura, Amálio começa a fornecer em exclusivo a sua sucursal, acabando com os lucros astronómicos que as outras casas auferiam com as suas criações, baixando dessa forma o preço de custo das imagens.
Problemas diversos com alguns funcionários levaram ao encerramento da sucursal de Braga, no início dos anos cinquenta, passando todo o serviço e douramento a ser feito apenas na oficina de Cidadelha.
Nos finais dos anos sessenta, Amálio já tinha ultrapassado os setenta anos de idade e estava cansado. Muitos dos funcionários saem e Amálio e seu irmão Lúcio, continuam a trabalhar, por gosto e amor à arte, quase até ao final das suas vidas.

## A Sãozinha de Alenquer

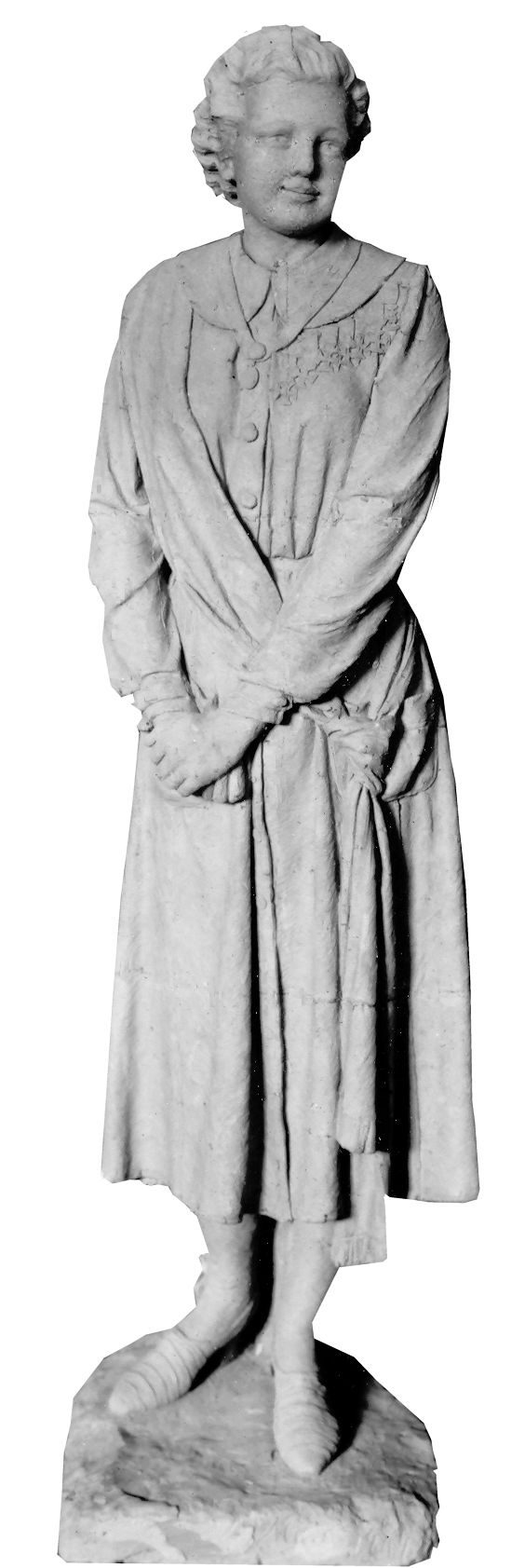
Sãozinha de Alenquer- Escultura original de Amálio Maia

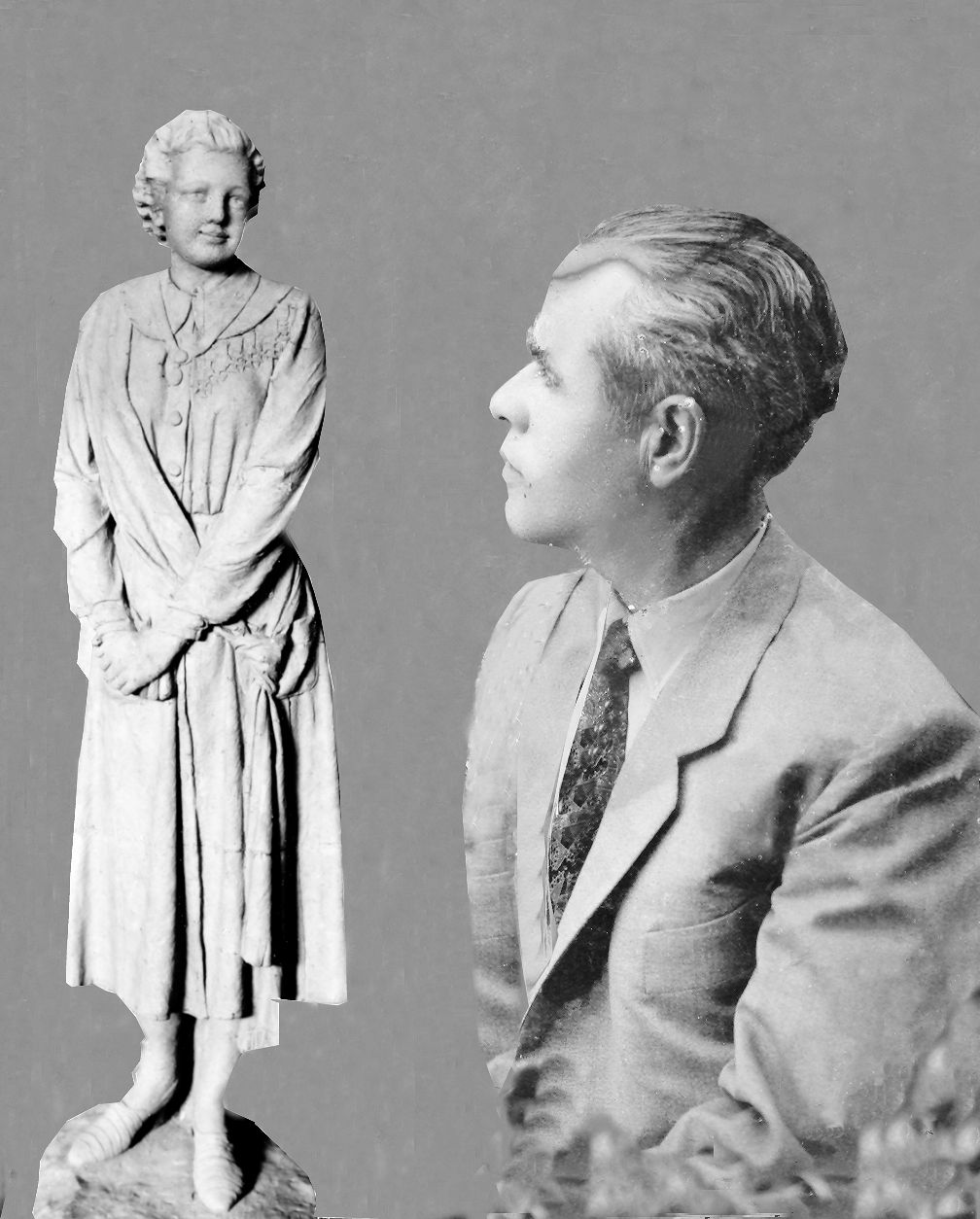
Amálio Maia contemplando a sua criação da Sãozinha de Alenquer

Apesar de a Igreja ainda estar a ponderar a sua canonização, a crença na “Santa de Alenquer”, a quem são atribuídos inúmeros milagres, não para de crescer.
Maria da Conceição Fróis Gil Ferrão de Pimentel Teixeira, mais conhecida por Sãozinha, nasceu em Coimbra a 1 de fevereiro de 1923. Logo após o nascimento, os pais, Alfredo Pimentel e Maria Luísa, mudaram-se para Abrigada, uma pacata aldeia de Alenquer.
Desde muito cedo que Sãozinha se interessou pela doutrina cristã e foi ela, com o seu esforço e persistência, a responsável pela conversão de seu pai, que era médico de profissão e ateu convicto. Gostava de frequentar a casa dos pobres e, por onde passava, a sua alma e o seu estado de graça marcavam qualquer um. Sãozinha viria a falecer em Lisboa, vitimada pelo tifo, a 6 de junho de 1940, quando contava apenas 17 anos. 
Em maio de 1941 ocorre a trasladação do corpo para um jazigo no cemitério de Alenquer. Anualmente, ocorrem a este cemitério milhares de pessoas, de todo o país e do estrangeiro, para solicitar à Sãozinha ações de graça.
Poucos anos depois da morte da filha, o Dr. Alfredo Pimentel e a D. Maria Luísa deslocaram-se a Cidadelha, para solicitarem a Amálio Maia uma estátua de homenagem à filha. Como modelo, deixaram-lhe uma fotografia e a roupa com a qual gostariam de a ver na imagem. Amálio deitou mãos à obra imediatamente.
O escultor costumava contar à família aquilo que ele designava como “o milagre da Sãozinha”. Contava que, certo dia, enquanto se dirigia para a oficina levando debaixo do braço a roupa de Sãozinha, decidiu invocá-la, tendo-lhe dito que muito gostaria de ter um sinal da sua santidade. De um momento para o outro, Amálio sentiu no ar um delicioso perfume a flores que o invadiu de paz e tranquilidade. Ainda um pouco atónito, olhou para todos os lados para ver se existiam flores por perto. Não havia, pelo que Amálio considerou que aquilo que sentiu foi fruto da invocação a Sãozinha.
O resultado do trabalho de Amálio foi uma escultura com noventa centímetros de altura, que foi levada para Abrigada e que a todos encantou e maravilhou.

## Reconhecimento do Mérito

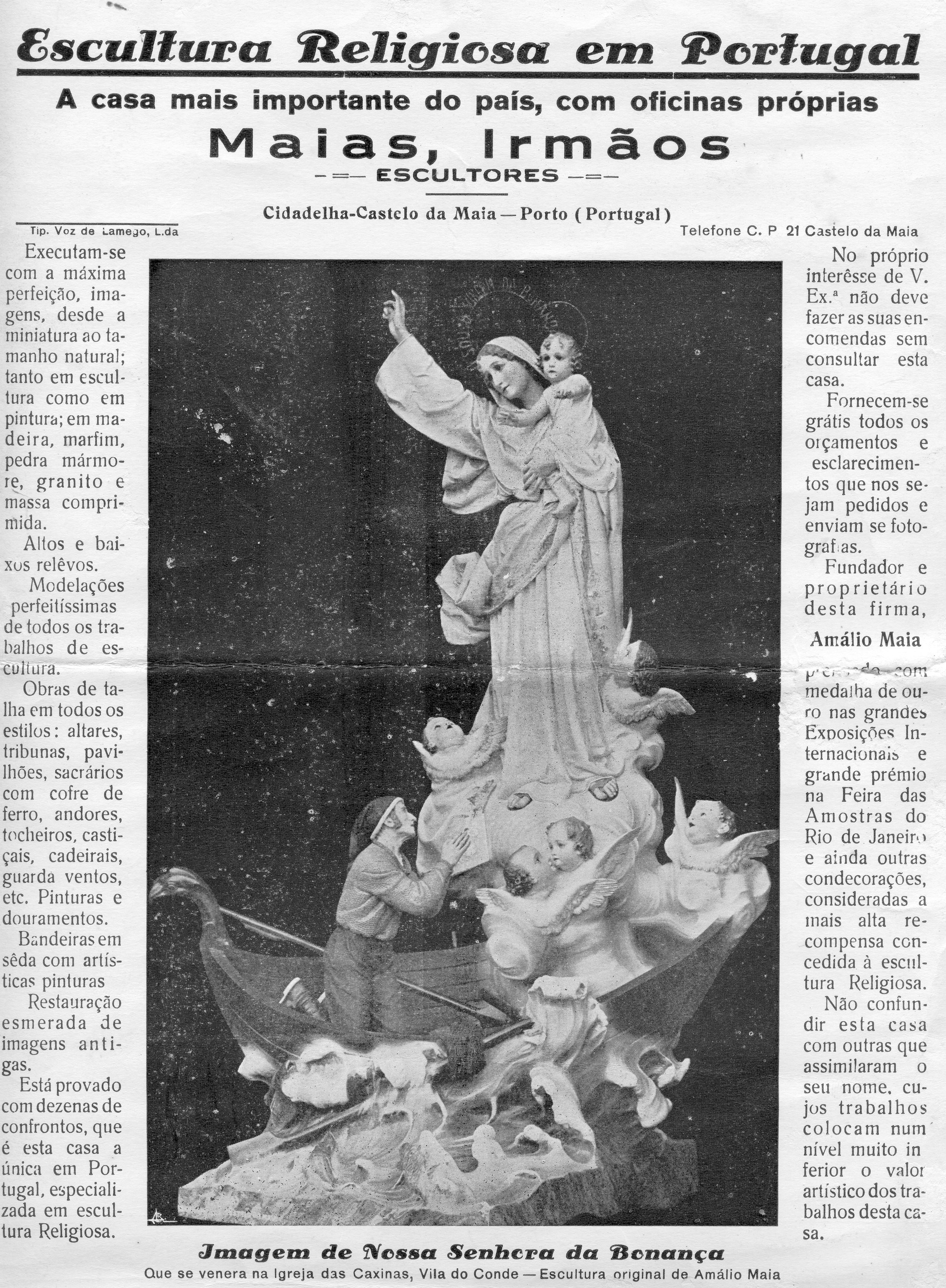

Independentemente das palavras de apreço e dos elogios tecidos pelos clientes e amigos, Amálio Maia chegou a ter reconhecimento público do mérito dos trabalhos que executou.
Na Grande Exposição Internacional de Sevilha, 1929/1930, alguns dos expositores presentes na secção de Belas Artes, fizeram-se representar com obras de Amálio Maia. Eram casas comerciais para as quais o escultor trabalhava. Existem poucos registos sobre o assunto, mas, do que podemos apurar através de panfletos publicitários e de circulares da firma Maias Irmãos, todas as imagens presentes foram premiadas com medalhas de ouro. Como recompensa, os expositores foram agraciados com a Ordem do Mérito Industrial e Agrícola pelo Presidente da República Portuguesa, General Óscar Carmona. Esta condecoração era, na época, a mais alta recompensa que se podia atribuir à escultura religiosa em Portugal.
Ainda segundo informações existentes no espólio do artista, todas as suas imagens presentes na Feira de Amostras do Rio de Janeiro, em 1931, foram igualmente premiadas com medalhas de ouro.
Em janeiro de 1931, a propósito de uma exposição que esteve presente na cidade do Porto, o jornal “O Comércio do Porto” escreveu o seguinte:
“A escultura Religiosa em Portugal atingiu uma perfeição em tão alto grau, que não poderá ser excedida, ainda nos maiores países da Europa.. Haja em vista, por exemplo, a rica Imagem de Santa Teresinha do Menino Jesus, interpretando em toda a sua plenitude o sentimento Religioso;...Que maravilha de perfeição! Quem a vê e admira, sente-se orgulhoso por saber tratar-se de Arte nacional. Quem executou essa imagem, que a todos encanta, assombra, extasia? Foram os Srs. Maias Irmãos, nas suas importantes oficinas de escultura Religiosa, em Cidadelha, Castêlo da Maia, portanto aqui junto à cidade do Porto....Neste género de escultura as mais importantes oficinas do país são, sem dúvida, as dos Srs. Maias Irmãos. E, sobretudo para o Norte, esse facto representa um grande melhoramento e motivo de legítimo orgulho.”

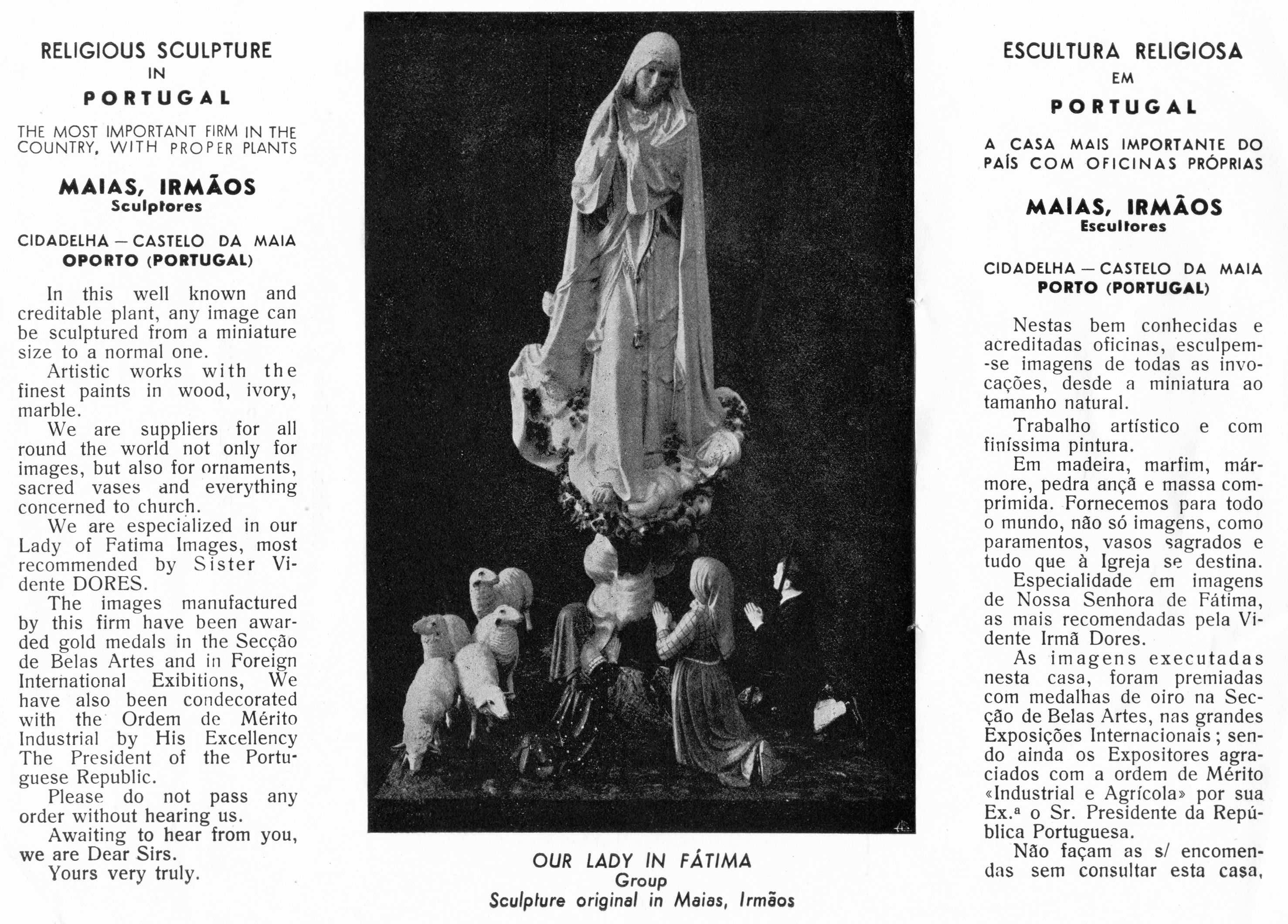
A oficina Maias & Irmãos e a Escultura Religiosa em Portugal

A partir desta data, há um certo vazio sobre o reconhecimento do mérito do artista. Apenas em 1983, um facto ocorrido no Brasil trouxe de novo para a ribalta o nome de Amálio Maia. Foi o chamado “Milagre da Senhora da Penha”
Ao que parece, a imagem da Nossa Senhora da Penha, existente num dos altares da Igreja da Penha, no Rio de Janeiro, foi vista a chorar por muitos fiéis e até pelo padre da paróquia. A notícia correu mundo e o “Jornal de Notícias” resolveu entrevistar o autor da imagem. A reportagem foi publicada em 12 de novembro de 1983. Nessa reportagem, Amálio Maia afirmava não acreditar no referido milagre, mas disse que “...o poder de Deus é grande...”.  De salientar o facto de essa reportagem enfatizar a enorme quantidade de desenhos e modelos existentes na antiga oficina do artista, designando-os como “importante património artístico e cultural”, e fazendo um apelo à Câmara Municipal da Maia e ao Ministério da Cultura para a importância da sua preservação. Infelizmente, esse apelo não teve eco junto das entidades competentes.
A única homenagem que a autarquia prestou ao artista foi a atribuição, a título póstumo, do seu nome a uma rua. A rua contemplada é uma rua recente, pequena e sem saída. Homenagem pequena para quem, tão alto e tão bem, espalhou o nome de Portugal pelo mundo.

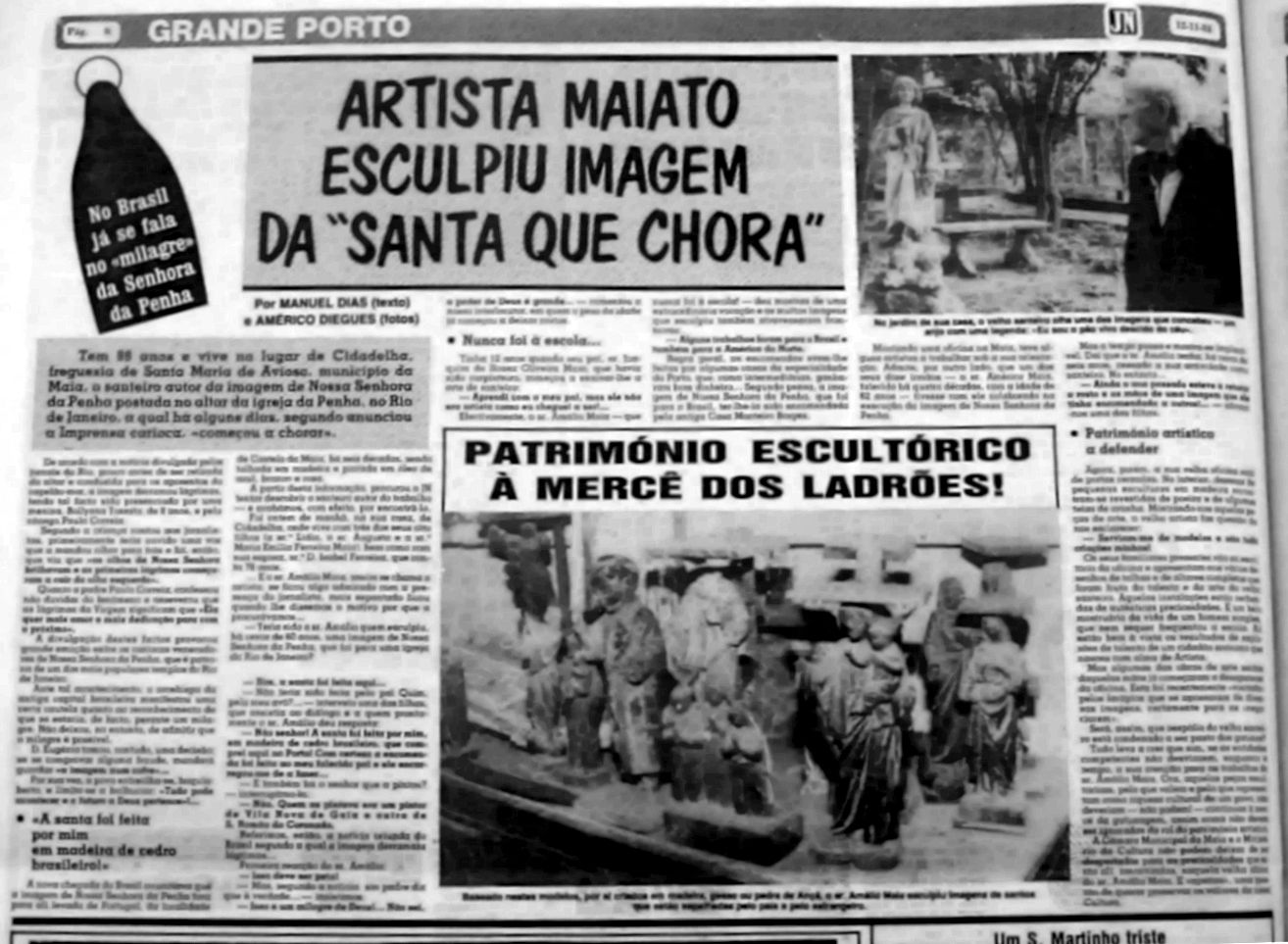
Notícia publicada no Jornal de Notícias em 12 de novembro de 1983.